# Rouvenac
Rouvenac é uma ex-comuna francesa na região administrativa de Occitânia, no departamento de Aude. Estendeu-se por uma área de 12,23 km². Em 2010 a comuna tinha 208 habitantes (densidade: 17 hab./km²).
Em 1 de janeiro de 2019, ela foi inserida no território da nova comuna de Val-du-Faby.